# Palos de la Frontera (métro de Madrid)
Pour les articles homonymes, voir Palos de la Frontera.
Palos de la Frontera est une station de la ligne 3 du métro de Madrid. Elle est établie sous la rue de Palos de la Frontera, à Madrid en Espagne.

## Situation sur le réseau
La station est située entre Embajadores au nord-ouest, en direction de Moncloa, et Delicias au sud-est, en direction de El Casar.

## Histoire
La station est ouverte le 26 mars 1949, lors de la mise en service du prolongement de la ligne 3 entre Embajadores et Delicias. Elle reçoit alors le nom de Palos de Moguer, du nom de la rue sous laquelle elle se trouve, mais cet odonyme est modifié en 1979 et la station est elle-même rebaptisée Palos de la Frontera en 1987. Le nom fait référence à la ville andalouse de Palos de la Frontera, d'où Christophe Colomb est parti pour son premier voyage en août 1492.

## Service des voyageurs

### Accueil
La station possède deux accès équipés d'escaliers et d'escaliers mécaniques, ainsi qu'un accès direct par ascenseur depuis l'extérieur.

### Intermodalité
La station est en correspondance avec les lignes d'autobus no 6, 8, 19, 27, 45, 47, 55, 59, 85, 86, 102, 247, E1, N13 et N14 du réseau EMT.

## Projets
La création d'une station de correspondance avec la ligne 11 est prévue quand sera mis en service le prolongement de celle-ci au nord vers Conde de Casal, dont les travaux ont commencé en 2022.